# Louis Joseph Gay-Lussac
Louis Joseph Gay-Lussac ou Joseph Louis Gay-Lussac (Saint-Léonard-de-Noblat, 6 de dezembro de 1778 — Paris, 10 de maio de 1850) foi um físico e químico francês.

## Carreira
Em 1808 foi professor de química e em 1809 professor de química prática na École polytechnique em Paris e simultaneamente professor de física e química na Sorbonne. Em 1809, recebeu com Louis Jacques Thénard da Classe de Física-Matemática do Institut de France o Prêmio Galvanismo patrocinado por Napoleão Bonaparte, no valor de 3 mil francos.

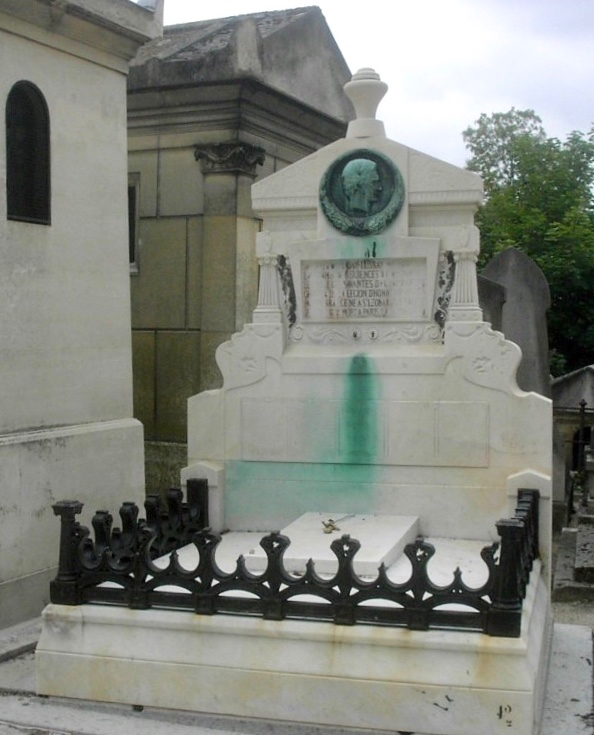
Sepultura no Cemitério do Père-Lachaise

É conhecido na atualidade por sua contribuição às leis dos gases. Em 1802, Gay-Lussac foi o primeiro a formular a segunda lei dos gases, que estipula que um gás se expande proporcionalmente a sua temperatura absoluta se for mantida constante a pressão. Esta lei é conhecida atualmente como Lei de Charles.
Outra grande contribuição de Gay-Lussac é a sua lei volumétrica, segundo a qual ele afirma que, nas mesmas condições de temperatura e pressão, os volumes dos gases participantes de uma reação têm entre si uma relação de números inteiros e pequenos. Sua tese foi publicada em 1808, e envolvia a reação entre hidrogênio e oxigênio, cujo produto era vapor d'água. Essa lei ocasionou na unidade de medida de volume para álcoois, utilizada para medir o volume de teor alcoólicos das bebidas. Geralmente medida em graus. Ex.: 14°GL.

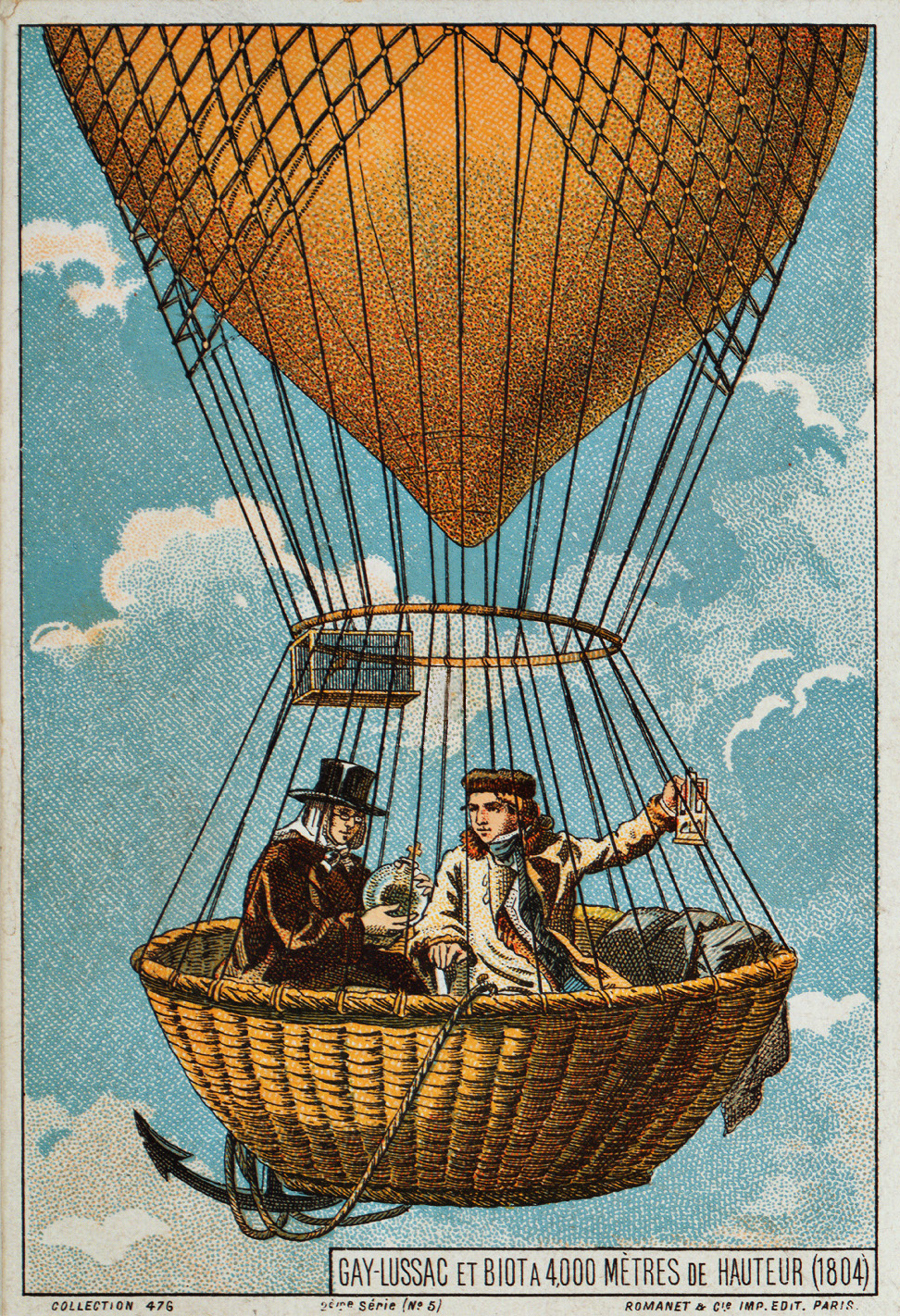
Gay-Lussac e Biot sobem em um balão de hidrogênio, 1804. Ilustração do final do século XIX.

## Conquistas
- 1802 – Gay-Lussac publicou pela primeira vez a lei de que, a pressão constante, o volume de qualquer gás aumenta proporcionalmente à sua temperatura absoluta. Como em seu artigo anunciando a lei ele citou trabalhos anteriores inéditos sobre o assunto de Jacques Charles, a lei é geralmente chamada de Lei de Charles, embora algumas fontes usem a expressão Lei de Gay-Lussac. Esta lei foi declarada independentemente e quase simultaneamente por John Dalton
- 1804 – Ele e Jean-Baptiste Biot fizeram uma ascensão de balão de hidrogênio; uma segunda ascensão no mesmo ano por Gay-Lussac atingiu uma altura de 7 016 metros (23 018 pés) em uma investigação inicial da atmosfera da Terra. Ele queria coletar amostras do ar em diferentes alturas para registrar as diferenças de temperatura e umidade.
- 1805 – Junto com seu amigo e colaborador científico Alexander von Humboldt, ele descobriu que a composição da atmosfera não muda com a diminuição da pressão (aumento da altitude). Eles também descobriram que a água é formada por duas partes de hidrogênio e uma parte de oxigênio (em volume).
- 1808 – Ele foi o co-descobridor do boro.
- 1808 - Descoberta e publicação da lei da combinação de volumes.
- 1810 – Em colaboração com Louis Thenard, ele desenvolveu um método para análise quantitativa de combustão orgânica elementar medindo o CO2 e H2O liberados quando um composto orgânico é totalmente oxidado por clorato de potássio. Ele também resumiu a equação da fermentação alcoólica.
- 1811 – Ele reconheceu o iodo como um novo elemento, descreveu suas propriedades e sugeriu o nome iodo.[3]
- 1815 – Ele sintetizou o cianogênio, determinou sua fórmula empírica e o nomeou.
- 1824 – Ele desenvolveu uma versão melhorada da bureta que incluía um braço lateral e cunhou os termos "pipeta" e "bureta" em um artigo de 1824.[4]

## Publicações
- Chemistry courses of the École Polytechnique, Vol.1&2
- Lessons of Physics, Faculdade de Ciências de Paris, 6 de novembro de 1827, 18 de março de 1828)